# Atlantic Studios
Atlantic Studios fue el estudio de grabación de la discográfica Atlantic Records. Estaba ubicado en el 1841 Broadway (en la esquina de la calle 60), en la ciudad de Nueva York. De acuerdo a la dirección descrita en las notas interiores del álbum The Clown de Charles Mingus (1957), las instalaciones inicialmente estaban ubicadas en la 157 W Calle 57. El estudio fue el primero en grabar en estéreo gracias a los esfuerzos del ingeniero y productor Tom Dowd.

## Personal

### Fundadores de Atlantic Records
- Ahmet Ertegün
- Nesuhi Ertegün
- Herb Abramson

### Productores
- Arif Mardin
- Jerry Wexler
- İlhan Mimaroğlu
- Joel Dorn

## Artistas
| - AC/DC - Average White Band - Ray Barretto - Laurie Beechman - Laura Branigan - Ruth Brown - Eddie Brigati - Roy Buchanan - Buffalo Springfield - Solomon Burke - Gary Burton - Felix Cavaliere - Ray Charles - Ornette Coleman - John Coltrane - Gene Cornish - Cream - Danzig - Bobby Darin - Dino Danelli - Emerson, Lake and Palmer - Bryan Ferry - Roberta Flack - Aretha Franklin - Foreigner - Fotomaker - Genesis - Hall and Oates - Donny Hathaway - Keith Jarrett - Garland Jeffreys - Chaka Khan - Ben E. King - Hubert Laws - Charles Lloyd | - Melissa Manchester - Herbie Mann - Les McCann - Bette Midler - Charlie Mingus - Modern Jazz Quartet - Thelonious Monk - Willie Nelson - Charlie Parker - Robert Plant - Ratt - Diana Ross - Roxy Music - Sam and Dave - Carly Simon - Sister Sledge - Bruce Springsteen - Ringo Starr - Talking Heads - James Taylor - Kate Taylor - Television - The Allman Brothers - The Bee Gees - The Coasters - The Cookies - The Drifters - The J. Geils Band - The Rolling Stones - The Velvet Underground - The Young Rascals - Twisted Sister - Narada Michael Walden - Winger - Mike Posner |